# Małgorzata Wrześniak
Małgorzata Bolesława Wrześniak – polska historyk sztuki i tłumacz, doktor habilitowana nauk humanistycznych, profesor Uniwersytetu Kardynała Stefana Wyszyńskiego w Warszawie (UKSW).

## Życiorys
Absolwentka historii sztuki Uniwersytetu Kardynała Stefana Wyszyńskiego w Warszawie (1998). W roku 2004 uzyskała stopień doktora nauk humanistycznych na podstawie pracy doktorskiej w katedrze Historii Sztuki Średniowiecznej i Ikonografii pod kierunkiem ks. prof. dra hab. Stanisława Kobielusa na temat: Dzieła sztuki w pamiętnikach polskich podróżników do Włoch w XVI i XVII wieku. W roku 2014 odbyła studia podyplomowe z zakresu ochrony własności intelektualnej na Wydziale Prawa i Administracji Uniwersytetu Warszawskiego. W dniu 30 marca 2015 uzyskała tytułu doktora habilitowanego nauk humanistycznych o specjalności historia na WNHiS UKSW w Warszawie.
Małgorzata Wrześniak pracuje na UKSW w Warszawie. Od 2016 roku Kieruje Katedrą Muzeologii na Wydziale Nauk Humanistycznych UKSW a od 2019 kieruje katedrą Historii Kultury i Muzeologii oraz jest dyrektorką Instytutu Nauk o Kulturze i Religii na Wydziale Nauk Humanistycznych UKSW.  
Małgorzata Wrześniak jest członkiem Towarzystwa Uniwersyteckiego Fides et Ratio. W latach 2010–2018 była członkiem międzynarodowego komitetu ekspertów Fundacji Romualdo del Bianco (Florencja). 
Organizatorka i kuratorka wielu wystaw w Polsce i we Włoszech. Pomysłodawczyni i realizatorka projektu Sztuka w czasach zarazy (2020).
Redaktor serii Rzeczy Piękne – interdyscyplinarnych studiów z zakresu historii kultury artystycznej, sztuk dekoracyjnych, designu, kostiumologii oraz kolekcjonerstwa i muzealnictwa.
W roku 2022 została powołana na członka Rady Narodowego Programu Rozwoju Humanistyki.

## Odznaczenia
- Medal Komisji Edukacji Narodowej (2021)
- Brązowy Krzyż Zasługi (2019)[7].

## Publikacje
Małgorzata Wrześniak jest autorką ponad 80 publikacji (książek, naukowych artykułów, tekstów kuratorskich).